# 大滝瓶太
大滝 瓶太（おおたき びんた、1986年 - ）は、日本の小説家。文筆家。

## 経歴・人物
兵庫県淡路市出身。兵庫県立津名高等学校、京都工芸繊維大学卒業。京都大学大学院工学研究科博士課程単位取得中退。会社員を経てフリーライターとなる。小説の実作・批評のほか、WEBメディアへコラムやエッセイを寄稿。
2017年10月、電子書籍で短篇集『コロニアルタイム』(惑星と口笛ブックス) を刊行。同年、「青は藍より藍より青」で第1回阿波しらさぎ文学賞を受賞。同年、『たべるのがおそい』vol.6（書肆侃侃房）の原稿公募で短編小説「誘い笑い」が掲載された。

## 作品リスト

### 単行本
- 『その謎を解いてはいけない』（実業之日本社、2023年6月）

### 電子書籍
- 『コロニアルタイム』（短編集、惑星と口笛ブックス、2017年10月）

### 雑誌等掲載作品

#### 小説
- 「二十一世紀の作者不明」 - 『ヒドゥン・オーサーズ』（惑星と口笛ブックス、2017年5月）
- 「未来までまだ遠い」 - 『BRuTiFuL』（隙間社、2018年7月）
- 「誘い笑い」 - 『たべるのがおそい』vol.6（書肆侃侃房、2018年10月）
- 「天の川の彼岸まで」 - 『エンドロール』（発行元：PAPER PAPER・シネボーイ/発売元：日販アイ・ピー・エス、2018年12月）
- 「症候群」 - 『徳島文學 第三号 2020 Volume3』（徳島文学協会、2020年5月）掲載
- 「花ざかりの方程式」 - 『S-Fマガジン』2020年8月号（早川書房）掲載
- 「ザムザの羽」 - 『S-Fマガジン』2021年6月号（早川書房）掲載
  - 2021年10月、『異常論文』（樋口恭介編、ハヤカワ文庫JA）に再録された。
- 「ギフト」 - 『徳島文學 第四号 2021 Volume4』（徳島文学協会、2021年5月）掲載
- 「白い壁、緑の扉」 - 『早稲田文学』2021年秋号（筑摩書房、2021年10月）掲載
- 「天使のためのニンジャ式恋愛工学」 - 『S-Fマガジン』2022年6月号（早川書房）掲載

#### 翻訳
- 「煙のように、光のように」（ユキミ・オガワ） - 大滝による解説含め『早稲田文学』2021年秋号（筑摩書房、2021年10月）掲載

#### エッセー、論考
- 「不気味の谷を降りてゆく――津原泰水『ヒッキーヒッキーシェイク』」 - 『ハヤカワミステリマガジン』2019年9月号（早川書房）
- 「「笑い」と「ユーモア」、あるいは「事実」と「真実」の狭間で」 - 『早稲田文学 増刊号「笑い」はどこから来るのか?』（筑摩書房、2019年12月）
- 「私的偉人伝」 - 『小説すばる』2020年2月号（集英社）
- 「新刊を読む アフマド・サアダーウィー『バグダードのフランケンシュタイン』」 - 『小説すばる』2021年1月号（集英社）
- 「作家たちの犯行の記録――特殊設定ミステリ試論」 - 『ハヤカワミステリマガジン』2021年5月号（早川書房）
- 「理系の読み方」 -『小説すばる』2021年5月号 - 22年4月号（集英社）連載
- 「変身」 - 『小説トリッパー』2023年冬季号（朝日新聞出版）